# Tournoi de clôture du championnat du Guatemala de football 2023
Navigation
Tournoi précédent Tournoi suivant
Le tournoi Clausura 2023 est le quarante-neuvième tournoi saisonnier disputé au Guatemala.
C'est cependant la 95e fois que le titre de champion du Guatemala est remis en jeu. Le tenant du titre, Cobán Imperial, défend son statut de champion face aux onze meilleures équipes du Guatemala. En gagnant la finale face au Antigua GFC, le Xelaju MC remporte le sixième titre de son histoire après son dernier sacre en Clausura 2012. Le club est qualifié pour la Coupe d'Amérique centrale 2023, en compagnie du Comunicaciones FC, première équipe au classement cumulé des deux tournois de la saison.

## Équipes participantes
| \| Ciudad de Guatemala : Antigua Comunicaciones Municipal Ciudad de Guatemala Malacateco Xelaju Santa Lucía Guastatoya Cobán Imperial Iztapa Achuapa Xinabajul Mixco \| Localisation des équipes engagées dans le championnat. |
| Ciudad de Guatemala : Antigua Comunicaciones Municipal Ciudad de Guatemala Malacateco Xelaju Santa Lucía Guastatoya Cobán Imperial Iztapa Achuapa Xinabajul Mixco                                                              |

Ce tableau présente les douze équipes qualifiées pour disputer le championnat 2022-2023. On y trouve le nom des clubs, le nom des stades dans lesquels ils évoluent ainsi que la capacité et la localisation de ces derniers.
| Club                           | Ville                     | Stade                                          | Capacité |
| Deportivo Achuapa (es)         | El Progreso               | Stade municipal Manuel Ariza                   | 1 500    |
| Antigua GFC                    | Ciudad de Guatemala       | Stade Pensativo                                | 9 000    |
| Cobán Imperial                 | Cobán                     | Stade Verapaz                                  | 8 000    |
| CSD Comunicaciones             | Ciudad de Guatemala       | Stade Cementos Progreso                        | 17 000   |
| Deportivo Guastatoya (es)      | Guastatoya                | Stade David Cordón Hichos (es)                 | 3 500    |
| Deportivo Iztapa (en)          | Iztapa                    | Stade municipal Morón                          | 3 000    |
| Deportivo Malacateco           | Malacatán                 | Stade Santa Lucía                              | 7 000    |
| Deportivo Mixco (en)           | Mixco                     | Stade Santo Domingo de Guzmán                  | 5 200    |
| CSD Municipal                  | Ciudad de Guatemala       | Stade Manuel Felipe Carrera                    | 10 000   |
| Santa Lucía Cotzumalguapa (es) | Santa Lucía Cotzumalguapa | Stade municipal Santa Lucía Cotzumalguapa (es) | 9 000    |
| Xelaju MC                      | Quetzaltenango            | Stade Mario Camposeco                          | 11 000   |
| Deportivo Xinabajul            | Huehuetenango             | Stade Los Cuchumatanes                         | 5 433    |

## Compétition
Le tournoi Clausura est divisé en deux phases :
- La phase de qualification : les vingt-deux journées de championnat.
- La phase finale : les matchs aller-retour allant des quarts de finale à la finale.

### Phase de qualification
Lors de la phase de qualification, chaque équipe affrontent à deux reprises ses adversaires.
Les huit meilleures équipes sont qualifiées pour la phase finale.
Le classement est établi sur le barème de points classique (victoire à 3 points, match nul à 1, défaite à 0).
Le départage final se fait selon les critères suivants :
- Le nombre de points.
- La différence de buts générale.
- La différence de buts particulière.
- Le nombre de buts marqué.

#### Classement
| Rang | Équipe                         | Pts | J  | G  | N | P  | Bp | Bc | Diff |
| ---- | ------------------------------ | --- | -- | -- | - | -- | -- | -- | ---- |
| 1    | Comunicaciones FC              | 45  | 22 | 12 | 9 | 1  | 37 | 16 | +21  |
| 2    | CSD Municipal                  | 43  | 22 | 13 | 4 | 5  | 44 | 21 | +23  |
| 3    | Xelaju MC                      | 43  | 22 | 12 | 7 | 3  | 29 | 9  | +20  |
| 4    | Deportivo Xinabajul P          | 31  | 22 | 8  | 7 | 7  | 27 | 29 | -2   |
| 5    | Deportivo Guastatoya (es)      | 29  | 22 | 7  | 8 | 7  | 28 | 22 | +6   |
| 6    | Deportivo Mixco (en) P         | 29  | 22 | 7  | 8 | 7  | 23 | 22 | +1   |
| 7    | Antigua GFC                    | 29  | 22 | 8  | 5 | 9  | 33 | 37 | -4   |
| 8    | Deportivo Achuapa (es)         | 26  | 22 | 7  | 5 | 10 | 24 | 44 | -20  |
| 9    | Cobán Imperial T               | 25  | 22 | 6  | 7 | 9  | 16 | 17 | -1   |
| 10   | Deportivo Iztapa (en)          | 20  | 22 | 5  | 5 | 12 | 30 | 49 | -19  |
| 11   | Deportivo Malacateco           | 19  | 22 | 4  | 7 | 11 | 24 | 33 | -9   |
| 12   | Santa Lucía Cotzumalguapa (es) | 19  | 22 | 5  | 4 | 13 | 14 | 30 | -16  |

| Légende : Qualifications et relégations | Légende : Qualifications et relégations          |
| --------------------------------------- | ------------------------------------------------ |
|                                         | Qualifié pour la phase finale                    |
|                                         | T Tenant du titre P Promu de la saison 2021-2022 |

### Phase finale
Les huit équipes qualifiées sont réparties dans le tableau final d'après leur classement général. L'équipe la moins bien classée accueille lors du match aller et la meilleure lors du match retour. En cas d'égalité sur la somme des deux matchs, la règle des buts marqués à l'extérieur s'applique puis si l'égalité persiste, c'est l'équipe la mieux placée au classement général qui l'emporte.

#### Tableau
|  | Quarts de finale            | Quarts de finale            | Quarts de finale            | Quarts de finale            |                     |                     | Demi-finales | Demi-finales | Demi-finales | Demi-finales |  |  | Finale | Finale | Finale | Finale |
|  |                             |                             |                             |                             |                     |                     |              |              |              |              |  |  |        |        |        |        |
|  |                             |                             |                             |                             |                     |                     |              |              |              |              |  |  |        |        |        |        |
|  |                             |                             |                             |                             |                     |                     |              |              |              |              |  |  |        |        |        |        |
|  | 3 Xelaju MC                 | 3 Xelaju MC                 | 1                           | 1                           |                     |                     |              |              |              |              |  |  |        |        |        |        |
|  | 3 Xelaju MC                 | 3 Xelaju MC                 | 1                           | 1                           |                     |                     |              |              |              |              |  |  |        |        |        |        |
|  | 6 Deportivo Mixco (en)      | 6 Deportivo Mixco (en)      | 0                           | 1                           |                     |                     |              |              |              |              |  |  |        |        |        |        |
|  | 6 Deportivo Mixco (en)      | 6 Deportivo Mixco (en)      | 0                           | 1                           | 3 Xelaju MC         | 3 Xelaju MC         | 1            | 2            |              |              |  |  |        |        |        |        |
|  |                             |                             |                             |                             | 3 Xelaju MC         | 3 Xelaju MC         | 1            | 2            |              |              |  |  |        |        |        |        |
|  |                             |                             | 5 Deportivo Guastatoya (es) | 5 Deportivo Guastatoya (es) | 1                   | 1                   |              |              |              |              |  |  |        |        |        |        |
|  | 4 Deportivo Xinabajul       | 4 Deportivo Xinabajul       | 5 Deportivo Guastatoya (es) | 5 Deportivo Guastatoya (es) | 1                   | 1                   | 0            | 1            |              |              |  |  |        |        |        |        |
|  | 4 Deportivo Xinabajul       | 4 Deportivo Xinabajul       |                             |                             |                     |                     |              | 1            |              |              |  |  |        |        |        |        |
|  | 5 Deportivo Guastatoya (es) | 5 Deportivo Guastatoya (es) | 2                           | 0                           |                     |                     |              |              |              |              |  |  |        |        |        |        |
|  | 5 Deportivo Guastatoya (es) | 5 Deportivo Guastatoya (es) | 2                           | 0                           | 3 Xelaju MC         | 3 Xelaju MC         | 0            | 3            |              |              |  |  |        |        |        |        |
|  |                             |                             |                             |                             | 3 Xelaju MC         | 3 Xelaju MC         | 0            | 3            |              |              |  |  |        |        |        |        |
|  |                             |                             | 7 Antigua GFC               | 7 Antigua GFC               | 2                   | 0                   |              |              |              |              |  |  |        |        |        |        |
|  | 1 Comunicaciones FC         | 1 Comunicaciones FC         | 7 Antigua GFC               | 7 Antigua GFC               | 2                   | 0                   | 0            | 4            |              |              |  |  |        |        |        |        |
|  | 1 Comunicaciones FC         | 1 Comunicaciones FC         |                             |                             |                     |                     |              |              |              |              |  |  |        |        |        |        |
|  | 8 Deportivo Achuapa (es)    | 8 Deportivo Achuapa (es)    | 2                           | 1                           |                     |                     |              |              |              |              |  |  |        |        |        |        |
|  | 8 Deportivo Achuapa (es)    | 8 Deportivo Achuapa (es)    | 2                           | 1                           | 1 Comunicaciones FC | 1 Comunicaciones FC | 0            | 1 (2)        |              |              |  |  |        |        |        |        |
|  |                             |                             |                             |                             | 1 Comunicaciones FC | 1 Comunicaciones FC | 0            | 1 (2)        |              |              |  |  |        |        |        |        |
|  |                             |                             | 7 Antigua GFC t. a. b.      | 7 Antigua GFC t. a. b.      | 0                   | 1 (3)               |              |              |              |              |  |  |        |        |        |        |
|  | 2 CSD Municipal             | 2 CSD Municipal             | 7 Antigua GFC t. a. b.      | 7 Antigua GFC t. a. b.      | 0                   | 1 (3)               | 1            | 2 (1)        |              |              |  |  |        |        |        |        |
|  | 2 CSD Municipal             | 2 CSD Municipal             |                             |                             |                     |                     |              | 2 (1)        |              |              |  |  |        |        |        |        |
|  | 7 Antigua GFC t. a. b.      | 7 Antigua GFC t. a. b.      | 2                           | 1 (3)                       |                     |                     |              |              |              |              |  |  |        |        |        |        |
|  | 7 Antigua GFC t. a. b.      | 7 Antigua GFC t. a. b.      | 2                           | 1 (3)                       |                     |                     |              |              |              |              |  |  |        |        |        |        |
|  |                             |                             |                             |                             |                     |                     |              |              |              |              |  |  |        |        |        |        |

#### Quarts de finale
| Club                | Aller | Retour | Club                      | Commentaire       |
| Comunicaciones FC   | 0 - 2 | 4 - 1  | Deportivo Achuapa (es)    |                   |
| CSD Municipal       | 1 - 2 | 2 - 1  | Antigua GFC               | Tirs au but : 1-3 |
| Xelaju MC           | 1 - 0 | 1 - 1  | Deportivo Mixco (en)      |                   |
| Deportivo Xinabajul | 0 - 2 | 1 - 0  | Deportivo Guastatoya (es) |                   |

#### Demi-finales
| Club              | Aller | Retour | Club                      | Commentaire       |
| Comunicaciones FC | 0 - 0 | 1 - 1  | Antigua GFC               | Tirs au but : 2-3 |
| Xelaju MC         | 1 - 1 | 2 - 1  | Deportivo Guastatoya (es) |                   |

#### Finale
| Match aller | Antigua GFC                                                     | 2 - 0   | Xelaju MC | Stade Pensativo, Antigua Guatemala |                               |
| 24 mai 2023 | Cristian Hernández 88e · Carlos Anselmo Mejía (es) 90+4e (pen.) | (0 - 0) |           | Arbitrage : Cristopher Corado      | Arbitrage : Cristopher Corado |
| 24 mai 2023 | Rapport                                                         |         |           | Arbitrage : Cristopher Corado      | Arbitrage : Cristopher Corado |

| Match retour | Xelaju MC                                    | 3 - 0   | Antigua GFC | Stade Mario Camposeco, Quetzaltenango |                           |
| 27 mai 2023  | Óscar Villa 16e · Frank De León (es) 72e 86e | (1 - 0) |             | Arbitrage : Mario Escobar             | Arbitrage : Mario Escobar |
| 27 mai 2023  | Rapport                                      |         |             | Arbitrage : Mario Escobar             | Arbitrage : Mario Escobar |

| Vainqueur du Tournoi Clausura 2023 Xelaju MC 6e titre |

## Bilan du tournoi
| Tournoi de clôture du championnat de football du Guatemala 2023 |                                |
| Champion                                                        | Xelaju MC (6e titre)           |
| Dauphin                                                         | Antigua GFC                    |
| Qualifications continentales                                    |                                |
| Coupe d'Amérique centrale 2023                                  | Xelaju MC                      |
| Coupe d'Amérique centrale 2023                                  | Comunicaciones FC              |
| Promotions et relégations                                       |                                |
| Promus en Liga Nacional                                         | Coatepeque FC (es)             |
| Promus en Liga Nacional                                         | Deportivo Zacapa               |
| Relégués en Primera División                                    | Santa Lucía Cotzumalguapa (es) |
| Relégués en Primera División                                    | Deportivo Iztapa (en)          |

## Classement cumulatif
| Rang | Équipe                            | Pts | J  | G  | N  | P  | Bp | Bc | Diff |
| ---- | --------------------------------- | --- | -- | -- | -- | -- | -- | -- | ---- |
| 1    | Comunicaciones FC                 | 84  | 44 | 23 | 15 | 6  | 70 | 41 | +29  |
| 2    | CSD Municipal                     | 76  | 44 | 22 | 10 | 12 | 75 | 43 | +32  |
| 3    | Xelaju MC C                       | 72  | 44 | 19 | 15 | 10 | 58 | 31 | +27  |
| 4    | Antigua GFC                       | 70  | 44 | 20 | 10 | 14 | 80 | 64 | +16  |
| 5    | Cobán Imperial C                  | 64  | 44 | 17 | 13 | 14 | 51 | 44 | +7   |
| 6    | Deportivo Guastatoya (es)         | 59  | 44 | 14 | 17 | 13 | 48 | 40 | +8   |
| 7    | Deportivo Xinabajul P             | 57  | 44 | 15 | 12 | 17 | 50 | 58 | -8   |
| 8    | Deportivo Achuapa (es)            | 54  | 44 | 14 | 12 | 18 | 51 | 81 | -30  |
| 9    | Deportivo Malacateco              | 50  | 44 | 13 | 11 | 20 | 52 | 62 | -10  |
| 10   | Deportivo Mixco (en) P            | 48  | 44 | 10 | 18 | 16 | 43 | 55 | -12  |
| 11   | Deportivo Iztapa (en)             | 47  | 44 | 12 | 11 | 21 | 61 | 84 | -23  |
| 12   | FC Santa Lucía Cotzumalguapa (es) | 34  | 44 | 8  | 10 | 26 | 34 | 70 | -36  |

| Légende : Qualifications et relégations | Légende : Qualifications et relégations                                        |
| --------------------------------------- | ------------------------------------------------------------------------------ |
|                                         | Qualifié pour la Coupe d'Amérique centrale 2023                                |
|                                         | Relégué en Primera División de Guatemala                                       |
|                                         | C Vainqueur d'un des deux tournois de la saison P Promu de la saison 2021-2022 |